# Fernão Gomes Correia
Fernão Gomes Correia (séc. XV – séc. XVI) foi um compositor português do Renascimento.

## Biografia

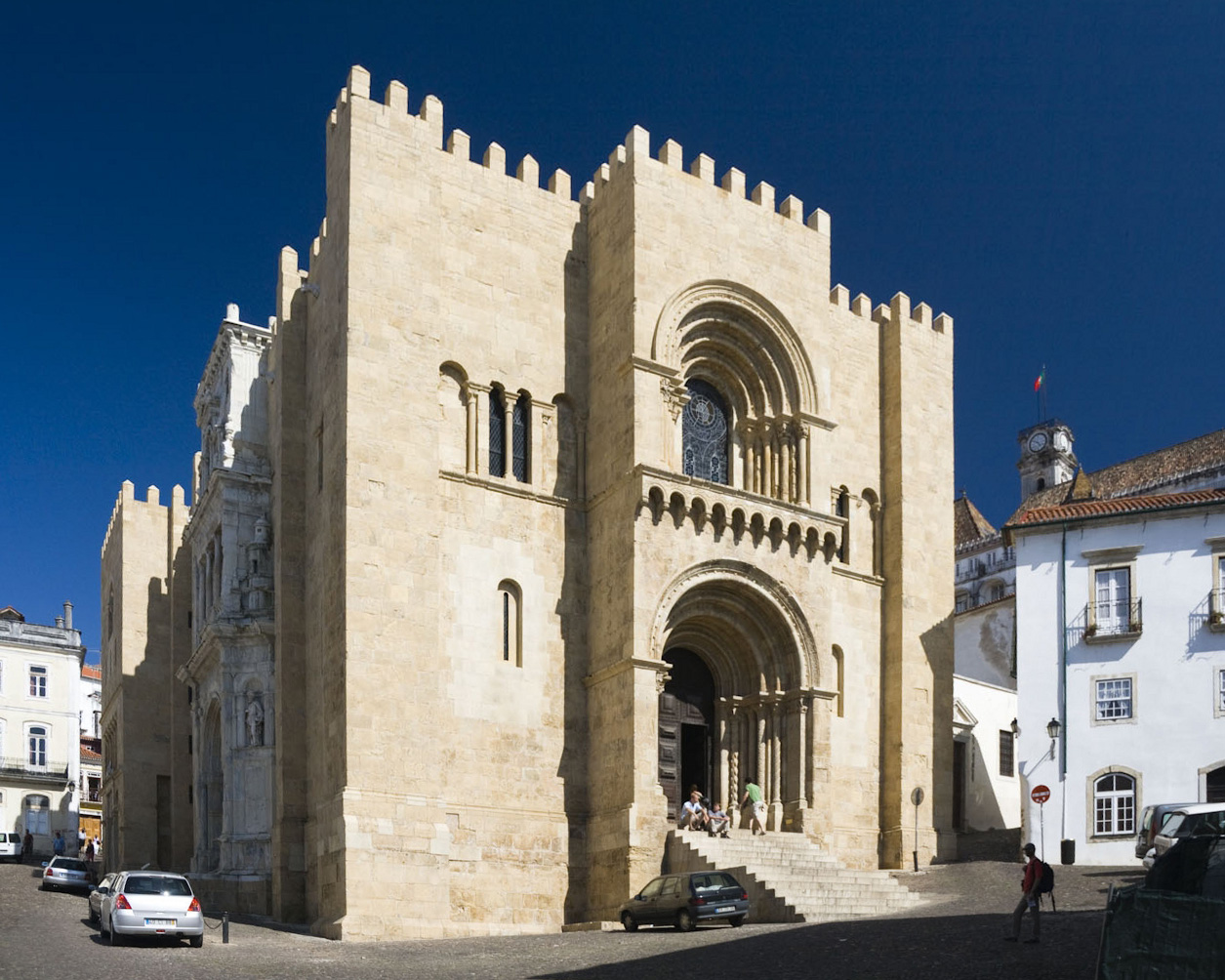
Sé (Velha) de Coimbra

Da biografia de Fernão Gomes Correia muito pouco se sabe. Juntamente com Pedro de Escobar e Vasco Pires é um dos mais antigos compositores portugueses cujas obras sobreviveram até à atualidade. Residiu na cidade de Coimbra entre 1505 e 1532, tendo trabalhado como capelão e cantor na catedral então sob comando do bispo D. Jorge de Almeida.
O estilo de Fernão Gomes é classificável como uma Polifonia arcaica quando em comparação com as obras dos compositores que lhe sucederam. O seu trabalho foi bem recebido no seu tempo como demonstra um comentário de um copista destacando-o com os termos "Lusitanus. Et optimus in arte" (isto é: "Português. E ótimo na arte"), contudo do conjunto do seu trabalho apenas duas obras sobreviveram, uma missa e um ofertório.

## Obras
Só duas das suas obras chegaram à atualidade:
- "Hostias et preces" a 4vv[4]
- "Missa Orbis factor" a 4vv[4]